# جيم بيتش
جيم بيتش (بالإنجليزية: Jim Beach)‏ هو منتج أسطوانات ووكيل مواهب ومدير مواهب بريطاني، ولد في 9 مارس 1942 في غلوستر في المملكة المتحدة.